# Amigos da Líbia
Os Amigos da Líbia era um grupo internacional coletivo criado para apoiar o Conselho Nacional de Transição nos seus esforços para derrubar o regime de Muammar Gaddafi na Líbia. Ele foi apresentado por nações ocidentais e membros da Liga Árabe, e conhecido por uma variedade de outros nomes, incluindo o Grupo de Contato Líbio e Grupo Internacional de Contato para a Líbia.

## Formação
O Grupo de Contacto foi criado na sequência da Conferência de Londres sobre a Líbia em março 2011. A conferência incluiu o secretário das Nações Unidas Ban Ki Moon, os delegados proeminentes da Liga Árabe e de países europeus, a secretária de Estado Hillary Clinton e representantes da OTAN. Os líderes do Conselho Nacional de Transição, incluindo Mahmoud Jibril foram consultados antes da conferência, mas não compareceram.

## Grupo de Contato
Seus três primeiros encontros foram em Doha, Roma e Abu Dhabi. Em sua quarta reunião, realizada em Istambul em julho de 2011, com a participação do secretário de Estado americano Hillary Clinton, o Grupo de Contato anunciou acordo de seus participantes para lidar com o Conselho Nacional de Transição, a principal coalizão de forças anti-Gaddafi, como a "autoridade governante legítima na Líbia".
A quinta reunião estava prevista para acontecer em Nova York em setembro, mas os eventos em Tripoli forçou os membros se reunir novamente em Istambul, em reunião extraordinária, em 25 de agosto para configurar o roteiro para a construção da "nova Líbia". O grupo reconheceu os progressos realizados pelo povo líbio, Conselho Nacional de Transição, e as forças da OTAN, e salientou a importância da continuidade do apoio de todas as entidades na formação de uma Líbia livre e democrática.

## Amigos da Líbia
Na reunião de 1 de Setembro de 2011, em Paris , o grupo de contacto foi dissolvido e substituído por um novo grupo de reunião internacional chamada Amigos da Líbia. Uma segunda conferência do Amigos da Líbia foi realizada em 20 de setembro de 2011, em Nova York.

## Membros

### Países
| - Austrália - Bahrain - Bélgica - Bulgaria - Canadá - Dinamarca - França | - Alemanha - Grécia - Itália - Japão - Jordânia - Kuwait - Líbano | - Líbia (Conselho Nacional de Transição) - Luxemburgo - Malta - Marrocos - Holanda - Noruega - Polônia | - Qatar - Espanha - Suécia - Turquia - Emirados Árabes Unidos - Reino Unido - EUA |

Bélgica, Luxemburgo e Países Baixos compartilharam uma rotação do assento do Benelux. Dinamarca, Noruega e Suécia tiveram um arranjo semelhante, compartilhando um assento nórdico.

### Observadores
| - Argélia - Brasil - Chipre - Egito - Etiópia - Vaticano - Índia | - China - Portugal - Romênia - Senegal - África do Sul - Coréia do Sul - Sudão | - Líbia (Conselho Nacional de Transição) - Tunísia - Ucrânia |

Bulgária era originalmente uma observadora, mas começou atuando como membro de pleno direito na reunião de junho, em Abu Dhabi, e posteriormente na África do Sul. Após isso boicotou a reunião de setembro, em Paris.

### Organizações Internacionais
- Liga Árabe
- União Europeia
- Conselho de Cooperação do Golfo
- Otan
- Organização para a Cooperação Islâmica
- Nações Unidas

### Organizações internacionais observadoras
- União Africana
- Banco Mundial

### Última reunião em Paris
- União para o Mediterrâneo
- Bósnia e Herzegovina
- Chade
- Colômbia
- Gabão
- Iraque
- Mauritânia
- Níger
- Nigéria
- Rússia
- Arábia Saudita
- Suíça

## Ligações Externas
- Lista de participantes em Roma
- Curadores
- Co-curadores
- Apêndice
- Libya Conclusões da reuniões
- Encontro na Turquia
- Relatório do Conselho de Segurança